# Takvinkel
Takvinkel är vinkeln mellan lutningen på ett tak och horisontalplanet. Takvinkeln anges ofta som en bestämmelse i detaljplaner.  Utformningen av taken har varierat genom tiden beroende på mode och tekniska förutsättningar. 
I de norra och mellersta delarna av Sverige har äldre byggnader ofta flackare lutning än i södra Sverige. Detta beror dels på lokal tradition, dels på att lutningen bestäms av det täckningsmaterial som används. Torvtak kan inte vara branta eftersom torv är tungt. Vedtak är lättare och kan göras brantare medan halm- och vasstaken kräver en ordentlig lutning.
Tegeltaken är mer okänsliga och klarar både torvtakets lutning och de branta halmtakens. Taklutning mindre än 20 procent bör dock undvikas. Papptak och plåttak tillåter de minsta taklutningarna. Empirtidens flacka tak möjliggjordes av att plåt användes som täckning. 1700-talets brutna tak försågs ofta med tegel på det brantare nedre fallet och med plåt på det övre flackare.
Takets form sågs förr som en markör av ägarens sociala status. Mot slutet av 1600-talet och 1700-talet kunde man till exempel se på takformen i vilka hus det bodde högreståndspersoner – säteritak är ett sådant exempel. 